# Kīnchāh
Kīnchāh (persiska: کینچاه) är en ort i Iran.   Den ligger i provinsen Gilan, i den norra delen av landet, 220 km nordväst om huvudstaden Teheran. Antalet invånare är 303.
Terrängen runt Kīnchāh är mycket platt. Runt Kīnchāh är det ganska tätbefolkat, med 230 invånare per kvadratkilometer. Närmaste större samhälle är Āstāneh-ye Ashrafīyeh, 8,2 km söder om Kīnchāh. Trakten runt Kīnchāh består till största delen av jordbruksmark.